# 五十日圓硬幣
五十日圓硬幣，是日本國政府發行的貨幣，又暱稱為五十円玉(ごじゅうえんだま)。

## 發行歷史
- 1955年（昭和30年）：舊版五十日圓鎳幣開始發行。幣緣刻有刻印、中央無孔，直徑25mm。
- 1959年（昭和34年）：新版五十日圓鎳幣開始發行。幣緣沒有刻印、中央有孔，直徑25mm。
- 1967年（昭和42年）：五十日圓白銅硬幣開始發行。幣緣刻有刻印、中央有孔，直徑21mm。

## 白銅硬幣
現在發行中的硬幣，材質為白銅，中央有孔。正面刻有「日本国」、「五十円」字樣與杭白菊的圖樣，背面則是數字「50」與製造年份的字樣；側面刻有直條刻印，總數120條。所謂正面（表）、背面（裏）其實只是造幣局為了實行上的方便而使用的稱呼，但法律上並沒有對硬幣的正面、背面有具體的規定。
1987年製造，刻印為昭和62年的硬幣，由於並未進入流通，只包含在造幣局販售的套幣組中，因此特別具有收藏價值，收藏家願意以遠高於面額的價格收購。

## 鎳幣
1954年，大藏省針對一元鋁幣與五十元鎳幣的幣面圖案展開公募，在開放投稿的四十天期間內，五十元鎳幣總計募得3041件投稿，最後正面由東京都居民林由男投稿的杭白菊，背面則是東京都居民山野内孝夫投稿的砝碼圖樣中選成為硬幣圖樣。
然而，無孔五十日圓鎳幣與當時發行中的一百日圓鳳凰銀幣太過於相似，兩幣顏色相近，直徑也雷同，在使用上造成不少困擾。在確認問題點之後，造幣局變更了硬幣設計，將幣緣的刻印取消，並在硬幣的中央打孔以作為明顯區別。由於硬幣中央開孔，原有圖樣已無法使用，新幣再次採用了公募制募集圖樣，最後正面由東京都居民小泉二三男投稿的俯視杭白菊，背面則是東京都居民大熊喜英投稿的「50」圖樣中選，新式的有孔五十日圓鎳幣於1959年（昭和34年）1月5日取代舊式無孔鎳幣，開始發行。

## 鎳銀硬幣
原本預計於1950年（昭和25年）發行，但因為韓戰於同年爆發，鎳價高漲，造成硬幣本身的金屬價值遠高於面額，五十日圓鎳銀硬幣在試作階段就被迫放棄。大藏省於1951年5月31日制定了「鎳使用制限規則」，以此為法源終止了發行計畫。因為同樣原因放棄發行的還有十日圓鎳銀硬幣。